# Premio de Investigación Clay
El Premio de Investigación Clay es un galardón otorgado por el Instituto Clay de Matemáticas a los matemáticos para reconocer sus logros en la investigación matemática. Aquellos que han sido premiados reciben la escultura del logo del Instituto Clay de Matemáticas. Los siguientes matemáticos han recibido este reconocimiento:

## Galardonados
| - 1999 - Andrew Wiles - 2000 - Alain Connes - Laurent Lafforgue - 2001 - Edward Witten - Stanislav Smirnov - 2002 - Oded Schramm - Manindra Agrawal - 2003 - Richard Hamilton - Terence Tao - 2004 - Ben Green - Gérard Laumon y Ngô Bảo Châu - 2005 - Manjul Bhargava - Nils Dencker | - 2007 - Alex Eskin - Christopher Hacon y James McKernan - Michael Harris y Richard Lawrence Taylor - 2008 - Clifford Taubes - Claire Voisin - 2009 - Jean-Loup Waldspurger - Ian Agol, Danny Calegari y David Gabai - 2011 - Yves Benoist y Jean-François Quint - Jonathan Pila - 2012 - Jeremy Kahn y Vladimir Markovic - 2013 - Rahul Pandharipande - 2014 - Maryam Mirzakhani |